# Fonts baptismaux de Furnaux
Les fonts baptismaux de Furnaux sont situés en l'église de la Nativité de Notre-Dame de Furnaux, section de la commune belge de Mettet, en province de Namur.
Ils constituent un des plus beaux exemples de fonts baptismaux romans de Belgique, aux côtés des fonts baptismaux de Saint-Barthélemy à Liège, de Saint-Séverin-en-Condroz, de Gentinnes, de Gerpinnes, de Beauvechain et de Zedelgem.

## Historique
Les fonts baptismaux romans de Furnaux ont été réalisés entre 1135 et 1150. 
L'église et ses fonts baptismaux romans font l'objet d'un classement au titre des monuments historiques depuis le 4 décembre 1989.

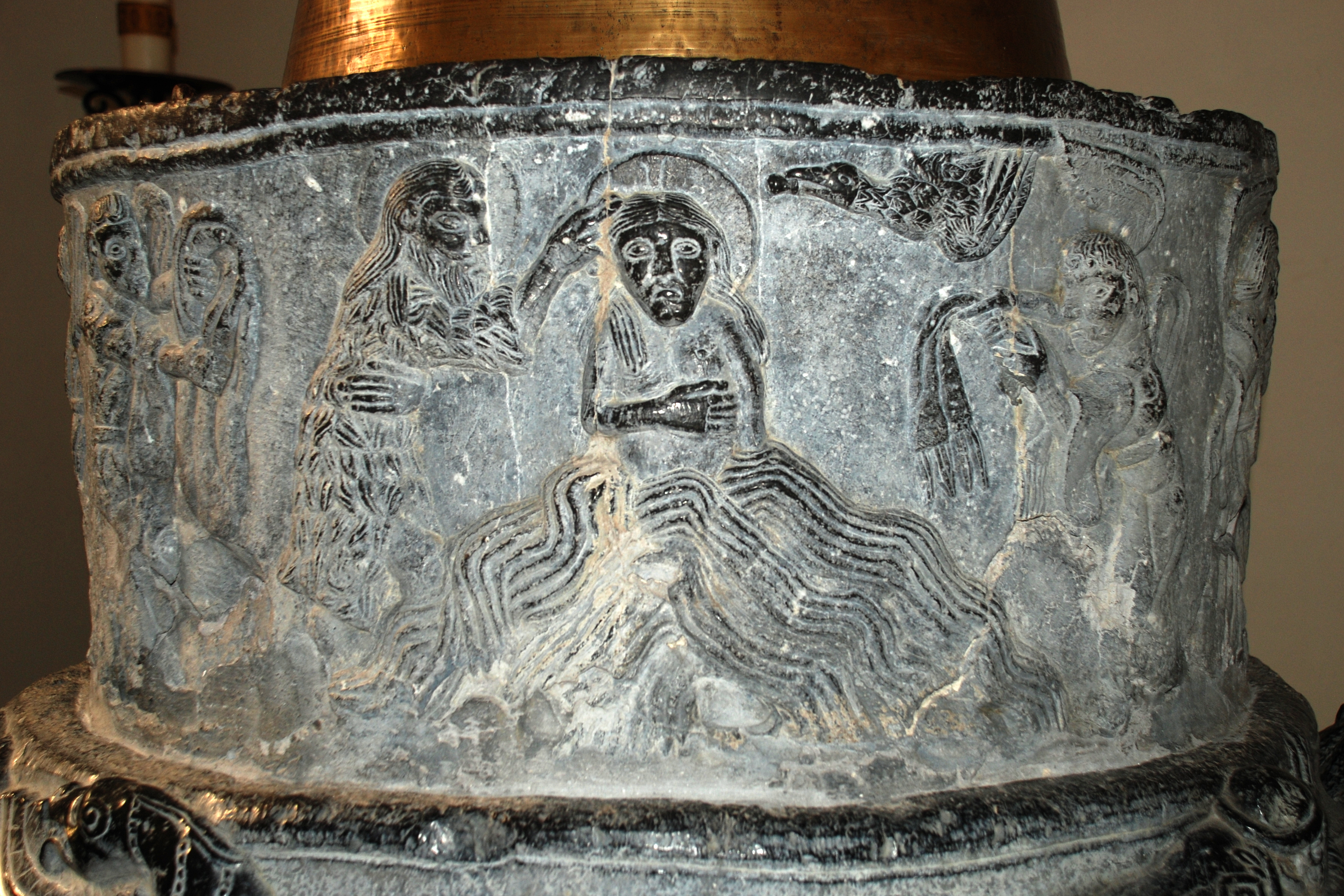
Le baptême du Christ

## Description
Les fonts baptismaux sont situés dans une chapelle au fond du collatéral droit de l'église de la Nativité de Notre-Dame.
Réalisés en calcaire de la Meuse, ils sont constitués de trois parties : une cuve circulaire, un socle et quatre supports monolithes en forme de lions.
La cuve représente le baptême du Christ et plusieurs autres scènes dont l'interprétation a varié dans le temps (voir plus loin). 
Le socle représente des dragons dévorant des hommes et des personnages allongés horizontalement dont l'interprétation a également posé problème (voir plus loin). 
Les quatre pieds monolithes qui supportent l'ensemble représentent deux lions dévorant des hommes (lions androphages), un lion tenant un livre entre ses griffes et un lion qui ne présente aucun signe particulier.

## L'interprétation de Lisbeth Tollenaere

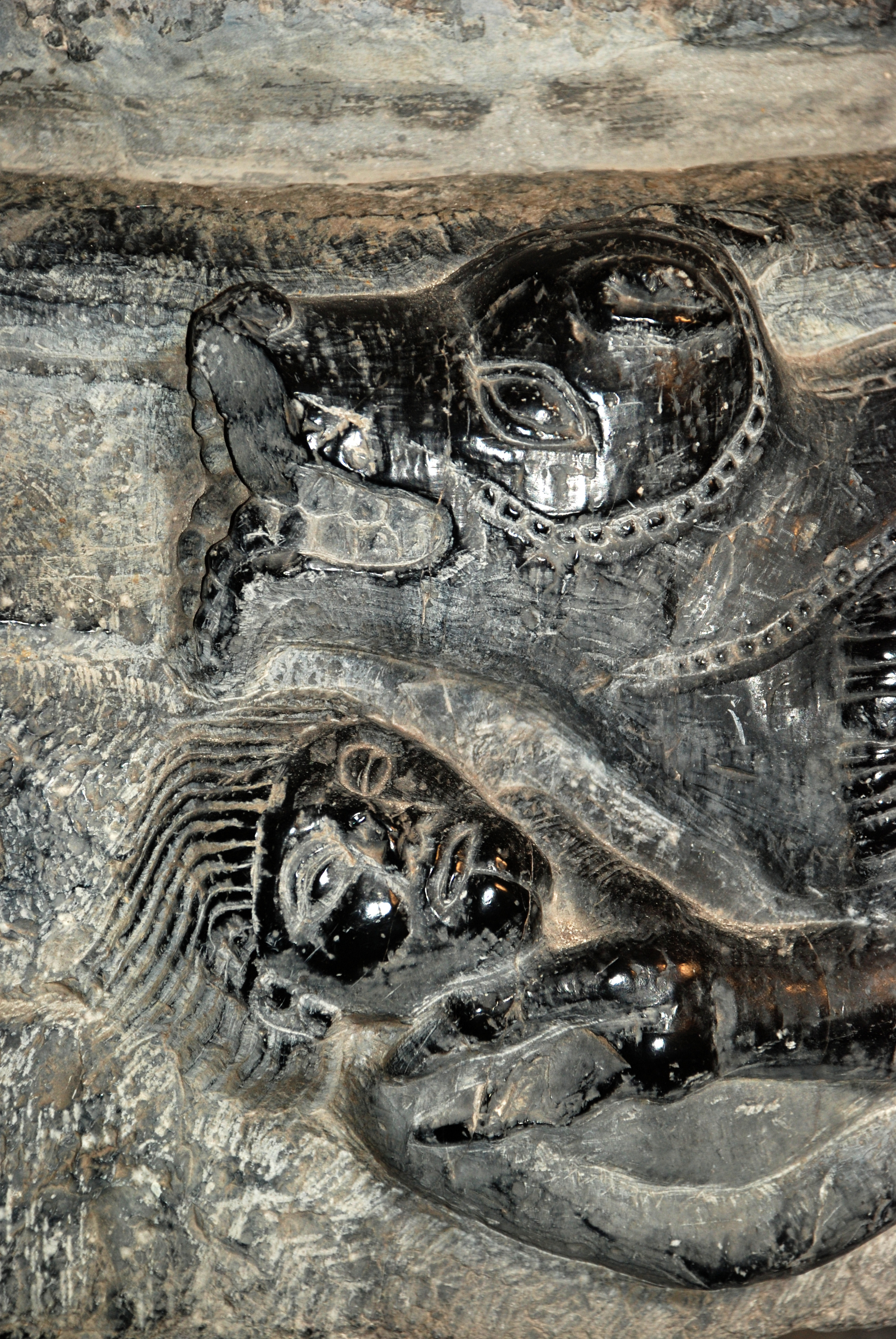
Dragon dévorant un homme

Lisbeth Tollenaere a montré en 1953 que les fonts baptismaux de Furnaux ont fait l'objet, à une époque indéterminée, d'une restauration erronée qui a modifié l'alignement des trois éléments constitutifs (la cuve, le socle et les pieds en forme de lions) : selon elle, ces trois éléments ont été décalés les uns par rapport aux autres, ce qui a faussé l'interprétation qu'on a pu en faire par la suite.
Selon Lisbeth Tollenaere, pour interpréter correctement le décor sculpté, il faut faire pivoter la cuve, le socle et les pieds les uns par rapport aux autres de façon à superposer le baptême du Christ figuré sur la cuve, les dragons figurés sur le socle et les deux lions androphages.
Elle a également proposé une nouvelle interprétation des scènes autres que le baptême du Christ, ce qui donne l'interprétation suivante :

### Les scènes figurées sur la cuve
- La scène centrale est le Baptême du Christ, traité à la manière de Renier de Huy sur la cuve des fonts baptismaux de Saint-Barthélemy à Liège, avec le Christ entouré de saint Jean-Baptiste et deux anges portant les vêtements du Christ, avec un détail qui n'apparaît pas chez Renier de Huy, la colombe portant une ampoule rappelant la liturgie du baptême ;
- La rencontre d'Abraham et du Seigneur ;
- La rencontre de Lot et de l'ange annonçant la destruction de Sodome ;
- Lot conduit par l'ange et la femme de Lot changée en statue de sel pour avoir  désobéi aux anges.

### Les scènes figurées sur le socle
- Dragons enlacés dont l'un dévore un homme, symbolisant la mort
- Abraham et Lot prosternés devant le Seigneur et ses messagers célestes

|  |  |  |

### Les supports en forme de lions
- Deux lions androphages, symbolisant également la mort
- Un troisième lion tient le livre de la foi
- Le quatrième lion ne présente aucun signe particulier

|  |  |

## La symbolique
Selon L. Tollenaere, les épisodes de l'Ancien Testament préfigurent ceux du Nouveau Testament, la sortie de Sodome préfigurant le salut qu'apporte le baptême du Christ, vainqueur du mal (le dragon) et qui, par le baptême, sauve de la mort, symbolisée par les dragons et les lions androphages.